# Katarina Bolonjska
Sveta Katarina Bolonjska (Bologna, 8. rujna 1413. – Bologna, 9. ožujka 1463.), talijanska umjetnica, redovnica i svetica.

## Životopis
Rodila se 8. rujna 1413. u Bologni kao kćerka Benvenute Mammolini i Ivana Vigrija. S 9 godina s ocem odlazi na ferarski dvor te je ondje bila "mala dama" vojvotkinje Margarete. Imala je bogatstvo duševnih darova, smisao za književnost i umjetnost, za ljepotu. Godine 1427. je napustila kneževski dvor te se povukla k Luciji Mascheroni, koja je tada vodila neku pobožnu redovničku ustanovu.
Godine 1431. Katarina je stupila u samostan "Corpus Domini" u Ferrari. Ubrzo se slična redovnička ustanova otvorila i u Bologni. Tu je Katarina bila imenovana opaticom sa zadatkom da u Bologni osnuje novu ustanovu svoga reda. Katarina je samo uz prekid od tri godine sve do smrti bila poglavarica te redovničke zajednice. 
Katarina je umrla 9. ožujka 1463. Papa Klement XI. proglasio ju je 22. svibnja 1712. svetom. Pisala je latinskim i talijanskim jezikom. Najpoznatija njena knjiga je "Potrebno oružje za duhovne bojeve". Zazivaju je kod raznoraznih napasti, a zaštitnica je umjetnika, slikara i Umjetničke akademije u Bologni. Tijelo joj je ostalo neraspadnuto do danas.

## Vanjske poveznice
- Sveta Katarina Bolonjska: Sedam duhovnih oružja, Split, 2002.[neaktivna poveznica]